# Savvinskoïe Podvorïe
Le Savvinskoïe Podvore, ou hôtellerie Savvinsky (en langue russe : Саввинское подворье), à Moscou, est un bâtiment construit en 1907 dans un style néo-russe mélangé à d'éléments d'Art nouveau et néo-baroques (dans la cour intérieure) par l'architecte Ivan Kouznetsov (1867-1942).

## Situation et accès
Le Savvinskoïe Podvore est situé au no 6 b rue Tverskaïa à Moscou.

## Historique
L'hôtellerie a été construite par le monastère Savvino-Storojenski, comme immeuble de rapport pour servir de bureau et d'hôtellerie. Jusqu'en 1937, une sortie directe existait vers le rue Tverskaïa avant que ne soient construits des immeubles de volume important entre la rue Riad Okhotni et la place Tverskaïa. Parmi les locataires précédant la période de la révolution, on compte la firme d'Alexandre Khanjonkov et la revue religieuse orthodoxe Lecture spirituelle.

« Dans la cour de l'hôtellerie Savvinsky, du côté de la rue Tverskaïa, lors de la destruction de bâtiments et d'enlèvement de terres une centaine de squelettes humains a été mise à jour. Dans les excavations se trouvait une pierre tombale avec des inscriptions en vieux slavon. C'est qu'à cet endroit à l'époque du tsar Alexis Ier que se trouvait le cimetière du monastère de la Résurrection […] »

— Les Nouvelles de Моscоu, 1903.

« L'hôtellerie Savvinski, avec ses revêtements de carrelage de façade en céramique, représente un des exemples les plus réussis d'application des tendances nationales romantiques dans l'art nouveau en utilisant des matériaux modernes dans un ensemble aux motifs traditionnels de l'ancienne Russie. »

— William Broumfild

## Bâtiments remarquables et lieux de mémoire

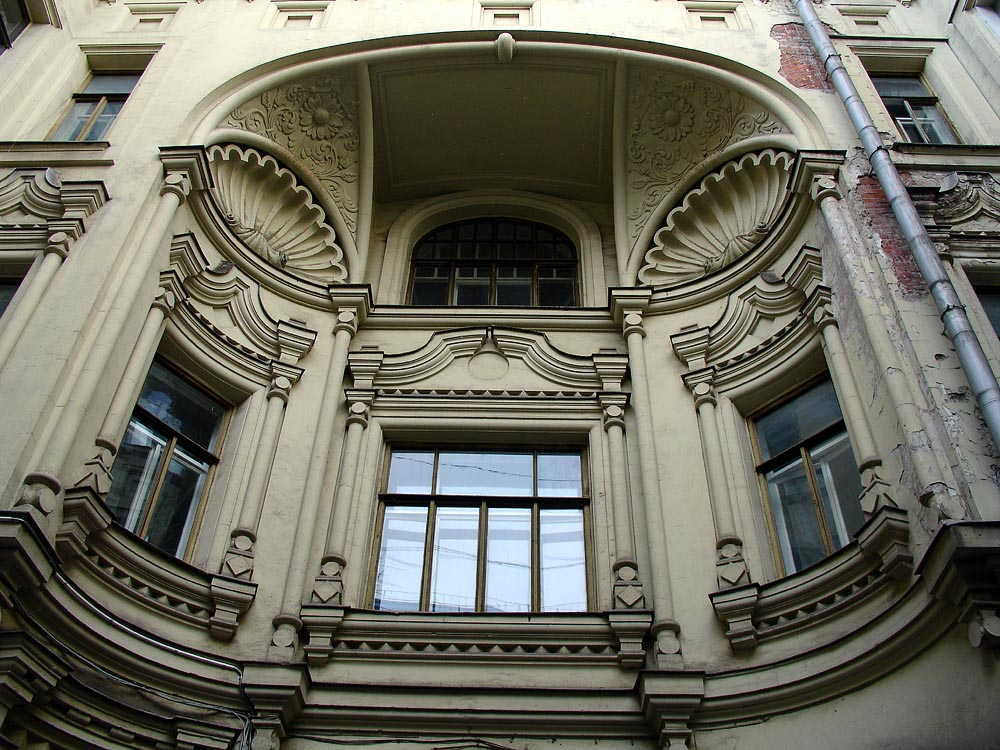
La cour intérieure côté sud.

Actuellement ce bâtiment est entièrement caché par un bâtiment de style stalinien du côté de la rue Tversakaïa, et par le nouveau bâtiment du théâtre d'art de Moscou du côté de la ruelle Kamergerski. L'accès reste toutefois possible à la cour intérieure et dans le bâtiment. L'hôtellerie est utilisée aujourd'hui comme bâtiment commercial et administratif.